# Will to Power – Der perfekte Mord
Will to Power ist ein US-amerikanisches Thriller-Drama aus dem Jahr 2008. Der Film erzählt davon, wie zwei Studenten beschließen, einen Mord an einem Mädchen zu begehen.

## Handlung
Jason und Erik sind die besten Freunde und studieren Psychologie. Sie bekommen von ihrem Lehrer Mr. Conner die Aufgabenstellung, zu beschreiben, wie sie einen perfekten Mord begehen würden. Die Studenten sollen dabei einen weiteren Studenten aus der Klasse als Opfer auswählen und den Mord bis ins kleinste Detail planen. Erik und Jason wollen im Anschluss ihren Plan in die Tat umsetzen die dafür Austauschstudentin Kathryn ausgewählt haben. Doch bevor sich der Plan umsetzen lässt, lernt Erik Kathryn näher kennen und verliebt sich in sie. Bei diesem Konflikt geraten Jason und Erik dann aneinander, wobei Erik das Vorhaben seines Freundes verhindern kann.

## Hintergrund
Die Hauptrollen übernahmen Chris Moir, Rosie Garcia und David Rountree, der bei dem Film zudem als Regisseur, Drehbuchautor und Produzent fungierte. Die Filmaufnahmen entstanden in Hollywood, Los Angeles und im Bundesstaat North Carolina in den Städten Cary, New Hill, Raleigh und Zebulon. Die Dreharbeiten zum Film Will to Power begannen am 9. Juli 2005 und deren Produktion wurde am 20. Juli 2008 abgeschlossen.
Die Produktionskosten beliefen sich auf etwa 265.000 US-Dollar.
Will to Power wurde am 31. Oktober 2008 in den USA veröffentlicht.

## Sonstiges
- Während der Dreharbeiten, verletzte sich der Hauptdarsteller David Rountree an seiner linken Schulter. Zu seinen Gunsten brachte diese Verletzung den Filmmacher auf die Idee, dass er diese Verletzung in seiner Rolle anstatt einer Knieverletzung erlitt.
- Die Darsteller Kathy Lamkin, Kiko Ellsworth, B.J. Hendricks und David Rountree spielten in dem Horrorfilm Stauton Hill erneut zusammen.
- Der Filmtitel bezieht sich auf das von dem deutschen Philosophen Friedrich Nietzsche verfasste Buch Wille zur Macht.
- Rosie Garcia und David Rountree sind privat seit dem 26. August 2006 verheiratet.